# Рівер-Сесс (графство)
Рівер-Сесс (англ. River Cess County) — одне з графств Ліберії. Адміністративний центр — місто Рівер-Сесс.

## Географія
Розташоване в центральній частині країни. Межує з графствами: Сіное і Німба (на сході), Гранд-Баса (на півночі і заході). На півдні і південному заході омивається водами Атлантичного океану. Площа становить 5 594 км ².

## Населення
Населення за даними перепису 2008 року — 65 862. Щільність населення — 11,78 чол./км²

## Адміністративний поділ
Графство ділиться на 8 дистриктів (населення - 2008 рік):
- Бірвор (англ. Bearwor District) (3 854 осіб)
- Центральний Рівер-Сесс (англ. Central RiverCess District) (8 303 осіб)
- Додайн (англ. Doedain District) (13 041 осіб)
- Фен-Рівер (англ. Fen River District) (12 630 осіб)
- Джо-Рівер (англ. Jo River District) (8 921 осіб)
- Норвейн (англ. Norwein District) (13 900 осіб)
- Сам-Гбалор (англ. Sam Gbalor District) (3 714 осіб)
- Зартлан (англ. Zartlahn District) (7 146 осіб)